# Kumethula
Kumethula ist ein Inkhundla (Verwaltungseinheit) in der Region Shiselweni in Eswatini. Es ist 108 km² groß und hatte 2007 gemäß Volkszählung 11.924 Einwohner.

## Geographie
Das Inkhundla liegt an der Hauptstraße MR 18.

## Gliederung
Das Inkhundla gliedert sich in die Imiphakatsi (Häuptlingsbezirke) Gasa, Khamsile, Lomfa, Mbabane, Mbangweni, Nkalaneni, KaNkomonye und KaNzamenya.